# 담양군·함평군·영광군·장성군
담양군·함평군·영광군·장성군은 대한민국의 국회의원 선거구이다. 전라남도 담양군, 함평군, 영광군, 장성군을 관할한다. 현 지역구 국회의원은 더불어민주당의 이개호이다.

## 역사
대한민국 제19대 국회의원 선거를 앞두고 전라남도 선거구가 개편되었다. 이에 함평군·영광군·장성군 선거구에 담양군이 편입되면서 신설되었다.

## 관할 구역
| 대수  | 관할 구역                                       |
| ----- | ----------------------------------------------- |
| 19대~ | 담양군 일원 함평군 일원 영광군 일원 장성군 일원 |

## 역대 국회의원
| 선거   | 정당 | 정당           | 의원   |
| ------ | ---- | -------------- | ------ |
| 2012년 |      | 민주통합당     | 이낙연 |
| 2014년 |      | 새정치민주연합 | 이개호 |
| 2016년 |      | 더불어민주당   | 이개호 |
| 2020년 |      | 더불어민주당   | 이개호 |
| 2024년 |      | 더불어민주당   | 이개호 |

## 역대 선거 결과

### 대한민국 제19대 국회의원 선거
|  | 77.32% |

|  | 12.89% |

|  | 9.77% |

### 2014년 대한민국 재보궐선거
|  | 81.29% |

|  | 18.70% |

### 대한민국 제20대 국회의원 선거
|  | 49.84% |

|  | 45.52% |

|  | 3.08% |

|  | 1.54% |

### 대한민국 제21대 국회의원 선거
|  | 81.95% |

|  | 11.66% |

|  | 4.58% |

|  | 0.98% |

|  | 0.80% |

### 대한민국 제22대 국회의원 선거
|  | 56.46% |

|  | 35.91% |

|  | 4.53% |

|  | 2.06% |

|  | 1.02% |

## 같이 보기
- 전라남도의 선거구
- 담양군의 국회의원
- 함평군의 국회의원
- 영광군의 국회의원
- 장성군의 국회의원